# Heures chaudes
Pour plus de détails, voir Fiche technique et Distribution.
Heures chaudes est un film français réalisé en 1959 par Louis Félix, sorti en 1961.

## Fiche technique
- Titre : Heures chaudes
- Réalisation : Louis Félix
- Scénario : Louis Félix et Gilles Siry
- Photographie : Arthur Raimondo
- Montage : Linette Nicolas
- Musique : Daniel White
- Société de production : K.L.F.
- Pays d'origine :  France
- Genre : Comédie
- Durée : 90 minutes
- Date de sortie : 
  - France : 7 juin 1961
- Affiche : Guy-Gérard Noël (France)

## Distribution
- Liliane Brousse : Olivia
- Françoise Deldick : Lise
- Pierre Richard : Manuel
- Claude Sainlouis : Bruno
- Michèle Philippe : Clémence
- Pierre Mirat
- Liliane Sorval : Claire
- Max Montavon
- Michel Vocoret